# Zsombó
Zsombó är en ort i Ungern.   Den ligger i provinsen Csongrád-Csanád, i den centrala delen av landet, 150 km sydost om huvudstaden Budapest. Antalet invånare är 3 268.